# Prozessdatenverarbeitung
Als Prozessdatenverarbeitung (bzw. Prozessinformatik) bezeichnet man den Teil der Informatik, der sich mit den Prozessen zur Überwachung und Steuerung externer Geräte befasst.
Das können zum Beispiel Steuer- und Messgeräte in Flugzeugen, Industrieroboter, aber auch Verkehrsampeln oder Haushaltsgeräte wie etwa Waschmaschinen sein.
Bei der Prozessdatenverarbeitung sind meist hohe Verarbeitungsgeschwindigkeiten und eine starke Spezialisierung für die zu überwachenden Prozesse vonnöten.
Prozessdatenverarbeitung wird oft von eingebetteten Systemen durchgeführt, da sich diese dank ihrer geringen Baugrößen direkt in die zu steuernden Geräte einsetzen lassen und so unter anderem Signallaufzeiten minimiert werden.
Gegenstand der Prozessdatenverarbeitung ist die informationstechnische Verarbeitung der Daten von technischen Prozessen, d. h. Prozessen, die der Umformung, dem Transport oder der Speicherung von Materie oder Energie dienen. Der Name rührt also nicht von dem informatischen Begriff des Prozesses als ausgeführtem Programm her, und zusätzlich dazu geht es im Gegensatz zur herkömmlichen Datenverarbeitung, in der meist „Bürodaten“ verarbeitet werden,  bei den Prozessdaten um industrielle Systeme.